# Extorsão indireta
Extorsão indireta é o ato de exigir ou receber, como garantia de dívida, abusando da situação de alguém, documento que pode dar causa a procedimento criminal contra a vítima ou contra terceiro.
O objeto jurídico é tutelar-se do patrimônio, assim como a liberdade individual da vítima.
Esse tipo penal possui duas ações nucleares:
a)exigir- obrigar, reclamar o sujeito ativo exige do sujeito passivo, como garantia de dívida, documento que pode dar causa a procedimento criminal.
b)receber- o agente, como garantia de dívida, aceita o documento fornecido por iniciativa da própria vítima.
Sujeito ativo é quem exige ou recebe o documento como garantia de dívida.
Sujeito passivo é a pessoa que cede à exigência do agente ou oferece o documento como garantia de dívida.
O crime se consuma com a simples exigência do documento como garantia de dívida. Na modalidade receber, se consuma com o efetivo recebimento do documento pelo sujeito ativo.
Só cabe tentativa se a exigência for realizada por escrito e não chear ao conhecimento da vítimapor circunstâncias alheias a vontade do agente. Já na modalidade receber, a tentativa é perfeitamente possível.  